# 제4항공군 (해상자위대)
제4항공군(일본어: 第4航空群 다이욘코쿠군[*], 영어: Fleet Air Wing 4)은 해상자위대 항공집단의 항공군 중 하나로서, 가나가와현 아샤세시의 아쓰기 항공기지에 주둔하고 있다.

## 역사
1962년 9월 1일, 제1항공군의 제3항공대, 제4지원정비대, 시모후사 항공기지대를 편성하여 시모후사 항공기지에서 제4항공군으로 창설되었다.
1963년 3월 15일에 제2항공군의 제51항공대를 전속받았다. 3월 31일 도쿠시마 항공기지에서 제14항공대가 창설되어, 5월 6일에 시모후사 기지로 건너왔다.
1965년 10월 10일, 태풍 카르멘에 의해 마리아나 해역에서 조업하던 일본 어선 7척이 조난되자, 탐색구조를 위해 P2V-7이 제2항공군에서 4기, 제4항공군에서 6기가 투입되었다.
1969년 7월 29일, 제51항공대가 항공집단 직속부대로 전속하였다.
아쓰기 항공기지에서 아쓰기 항공기지분견대가 1971년 6월 25일부터 1973년 10월 16일까지 창설되어 활동하고, 정식부대로 승격과 함께 아쓰기 항공기지대로 재편성되었다. 제4항공군은 아쓰기 항공기지로 이사하였다.
1974년 7월 6일, 제3항공대에 P-2J가 배치되었다.
1981년 7월 15일, 제14항공대가 해체되었다.
1982년 월 27일, 이오섬 항공기지분견대에 이오섬 구난비행대가 창설되었다.
1983년 3월 30일, P-3C 초계기 6기로 제6항공대가 창설되었다.
1998년 12월 8일, 보급정비부문 조직 개편에 따라 제2지원정비대가 제2정비보급대로 재편성되었다.
2008년 3월 26일, 제3항공대에 제6항공대가 병합되었다. 이오섬 구난비행대가 제21항공군 소속 제73항공대으로 전속하여 이오섬 항공분견대가 재편성되었다.
2009년 5월 28일, 제4항공군의 P-3C 2기가 제1차 파견 해적 대처 항공부대가 지부티 자위대 기지로 파견되었다.
2015년 3월 23일, 제3항공대에 P-1가 배치되었다.
2017년 8월 29일, P-3C의 운용을 끝낸 제3항공대가 P-1로 기종 전환을 끝마쳤다.

## 부대
- 제3항공대
  - 제31비행대 : P-3C
  - 제32비행대 : P-3C
- 제4정비보급대
  - 제4항공기정비대
  - 제4전자정빋대
  - 제4무기정비대
  - 제41기측정비대
  - 제42기측정비대
  - 제4보급대
- 아쓰기 항공기지대
  - 아쓰기 관리대
  - 아쓰기 항공경비대
  - 아쓰기 운항대
  - 아쓰기 경리대
  - 아쓰기 위생대
  - 아쓰기 항공위생대

창설 당시
- 제3항공대 : P2V-7 9기
- 제4지원정비대
- 시모후사 항공기지대

### 이전
- 제6항공대; 1983년 3월 30일 ~ 2008년 3월 26일
- 제14항공대; 1963년 3월 31일 ~ 1981년 7월 15일
- 제51항공대; 1963년 3월 15일 ~ 1969년 7월 29일
- 하치노헤 구난비행대; 1960년 12월 16일 ~ 2008년 3월 26일

## 기록

### 계보
- 1962년 9월 1일, 第4航空群→제4항공군

### 소속
- 항공집단, 1962년 9월 1일